# 28952 Ericepstein
28952 Ericepstein este un asteroid din centura principală de asteroizi.

## Descriere
28952 Ericepstein este un asteroid din centura principală de asteroizi. A fost descoperit pe 30 decembrie 2000 la Socorro, New Mexico, în cadrul proiectului LINEAR. Asteroidul prezintă o orbită caracterizată de o semiaxă mare de 2,38 ua, o excentricitate de 0,17 și o înclinație de 1,4° în raport cu ecliptica.